# Jordbävningen i Bam 2003
Den 26 december 2003 drabbades provinsen Kerman i Iran av en kraftig jordbävning, med epicentrum nära staden Bam. Jordbävningen mätte 6,6 på momentmagnitudskalan, men skadorna blev betydligt mer omfattande än vid andra jordbävningar av samma storlek, på grund av den stora mängden lerhus som inte nådde upp till bygglagens krav på säkerhet.
26 271 människor omkom i katastrofen, och ytterligare omkring 30 000 skadades. I jordbävningen fördärvades också de flesta byggnaderna i den 2000 år gamla stadskärnan i gamla Bam, bland annat stadens berömda citadell, Arg-é Bam.
Efter jordbävningen har man uppskattat att endast omkring 10 procent av stadens då 80 000 invånare var kvar i området. Staden har dock börjat återhämta sig och hade 75 215 invånare enligt Irans folkräkning 2006, nästan lika många som före jordbävningen.

## Bilder

Gamla Bams stadskärna före jordbävningen

Citadellet i Bam

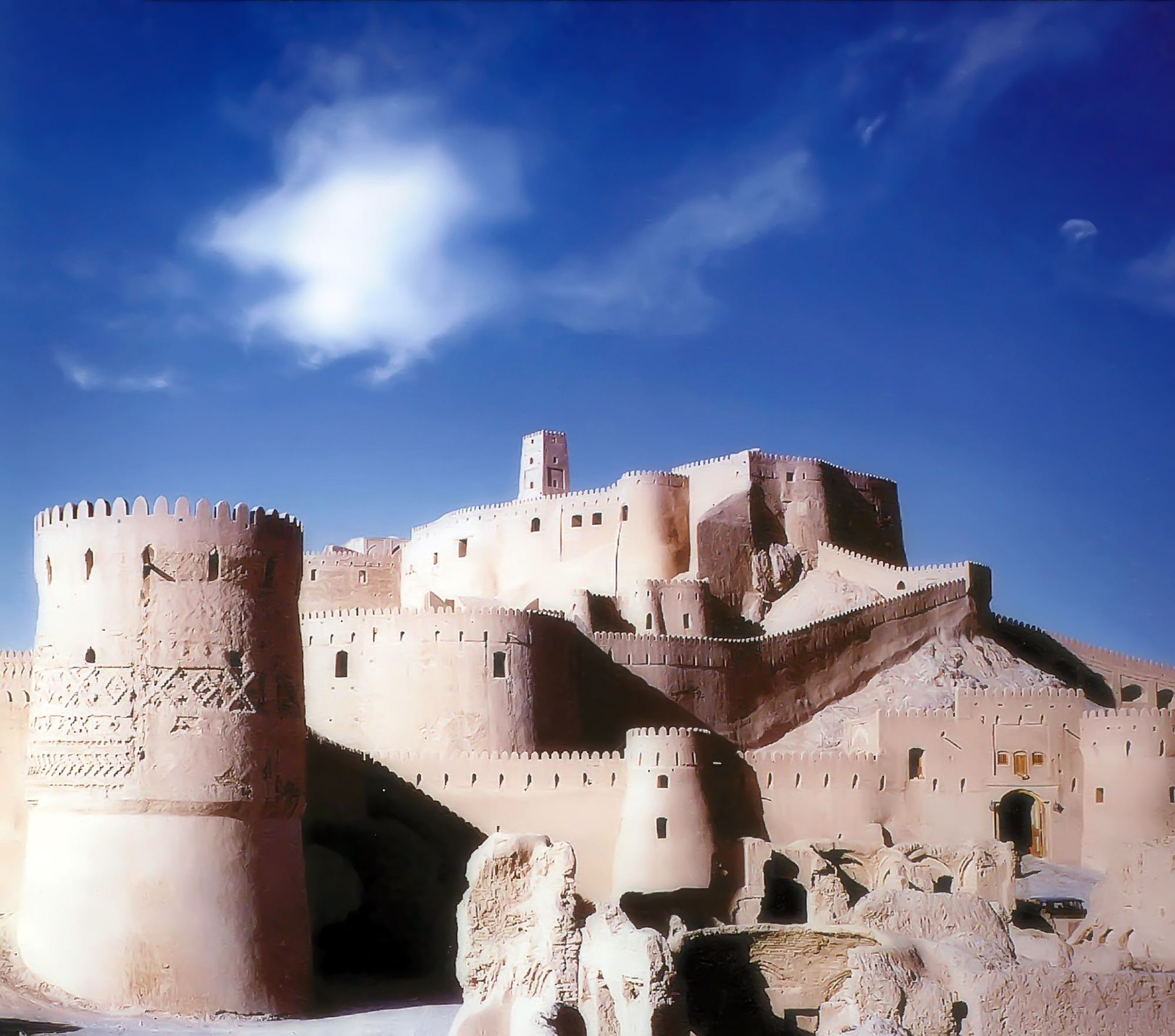
Före
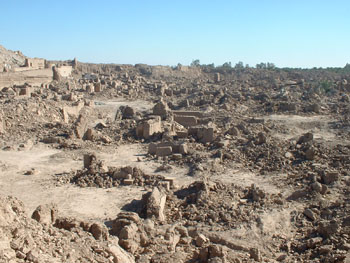
Efter

### Fotnoter
1. 1 2  ”Magnitude 6.6 - SOUTHEASTERN IRAN”. United States Geological Survey. United States Department of the Interior. 12 oktober 2006. Arkiverad från originalet den 22 september 2008. https://web.archive.org/web/20080922155753/http://earthquake.usgs.gov/eqcenter/eqinthenews/2003/uscvad/. Läst 13 augusti 2008.
2. ↑  ”Iran lowers Bam earthquake toll”. BBC News (British Broadcasting Corporation). 29 mars 2004. http://news.bbc.co.uk/2/hi/middle_east/3579173.stm. Läst 15 oktober 2008.